# HtmlUnit
A HtmlUnit Javában írt, felület nélküli webböngésző, amely lehetővé teszi a webhely általános manipulációját Java kódból, beleértve a formok kitöltését és elküldését, vagy a hiperlinkre való kattintást is. Hozzáférést biztosít a kapott weboldal struktúrájához és tartalmáhozhoz. A HtmlUtil részlegesen emulálja a böngésző viselkedését beleértve az TCP/IP és HTTP alacsony szintű vonatkozásait is. Az olyan metódusok, mint pl. getPage(url), getLinkWith("Click here"), click() lehetővé teszik, hogy a felhasználó navigálni tudjon a hypertexten keresztül, és visszakapjon teljes weboldalakat a HTML, JavaScript, Ajax és cookies-kal együtt. Ez a felület nélküli böngésző kezelni tudja a HTTPS security-t, a basic http autentikációt, automatikus oldal-átirányításokat és különböző HTTP headereket. A Java teszt kód számára lehetővé teszi, hogy megvizsgálhassa a visszatérő oldalakat akár szövegként, XML DOM-ként, formok gyűjteményeként, táblákként vagy linkekként.
A HtmlUnit legáltalánosabb használata a weboldalak automatikus tesztelése, de használják web scrapingra is, vagy webhelytartalmak letöltéséhez is.
A 2.0-s verzió számos újdonságot, bővítést tartalmaz, mint pl. W3C DOM implementációját, Java 5 funkciók használatát, jobb XPath támogatást, javított hibás HTML kezelést, továbbá számos JavaScript bővítést. A 2.1-es verzió a felhasználók által jelzett teljesítménybeli problémák javítására helyezi a hangsúlyt.

## Fordítás
Ez a szócikk részben vagy egészben  a   HtmlUnit című angol Wikipédia-szócikk ezen változatának fordításán alapul.  Az eredeti cikk szerkesztőit annak laptörténete sorolja fel. Ez a jelzés csupán a megfogalmazás eredetét és a szerzői jogokat jelzi, nem szolgál a cikkben szereplő információk forrásmegjelöléseként.